# Cantonul Petit-Bourg
Cantonul Petit-Bourg este un canton din arondismentul Basse-Terre, Guadelupa, Franța.

## Comune
- Petit-Bourg (parțial)